# دویمه نج
دویمانج یا دوغراماج کی از غذاهای سنتی آذربایجان است که به عنوان یک عصرانه یا پیش غذا می‌توان سرو نمود.
با موادی چون نان اسکو، روغن حیوانی یا کره، پنیر تبریز ، گردو، پودر نعناع سبزی‌های معطر ... تهیه می‌شود.

## طرز تهیه
ابتدا نان را خرد می‌کنیم و در کاسه میریزیم .نان ، پنیر ، گردو و سبزی را با دست مخلوط و در حین کار کمی آب روی آن ریخته و در آخر کره و پنیر را اضافه می‌کنیم و مخلوط می نماییم تا به شکل خمیر در بیاید .
و در آخر با دست مواد را به شکل لقمه در آورده و نوش جان می‌کنیم.
البته لذت دویمانج به اینه که مادر یا مادر بزرگ آن را لقمه کند